# Górawino
Górawino (deutsch Gerfin) ist ein Dorf bei der Kleinstadt Bobolice (Bublitz) in der polnischen Woiwodschaft Westpommern.

## Geographische Lage
Das Dorf liegt in Hinterpommern, etwa elf Kilometer nordöstlich von Bobolice (Bublitz) an der Woiwodschaftsstraße 168. Das Dorf liegt am linken Ufer des Flüsschens Radüe.

## Geschichte
Gerfin, früher auch Gervin geschrieben, war ein Lehen der adligen Familie Glasenapp. 1724 wurde Gerfin an die Erben des Landrates Bernd von Münchow abgetreten. Besitzer von Gerfin waren Henning Franz von Münchow, Präsident des Kösliner Hofgerichts, und nach dessen Tod 1753 seine drei Söhne. Nachdem diese starben, ohne Erben zu hinterlassen, fiel Gerfin an ihre Schwester Franziska Louise von Münchow. Sie vererbte Gerfin an die Kinder ihrer Schwester, eine verehelichte von Ückermann. Im Laufe des 19. Jahrhunderts dann wechselten die Besitzer-Familien mehrfach.
Um 1780 gab es in Gerfin ein Vorwerk, eine Wassermühle, vier Bauern und insgesamt 15 Feuerstellen (Haushalte). Um 1867 umfasste der Gutsbezirk eine Fläche von 2222 Morgen. Auf dem Gelände befanden sich 18 Wohnhäuser, ein Schulhaus und 13 Wirtschaftsgebäude.
In dem Gutsbezirk wurde Ackerbau, Viehzucht und Forstwirtschaft betrieben sowie auch etwas Fischerei im Zahnsee und an der Radü. 1867 hatte der Ort 147 Bewohner.
Gegen Ende des Zweiten Weltkriegs wurde die Region im Frühjahr 1945 von der Roten Armee besetzt, anschließend zusammen mit ganz Hinterpommern unter polnische Verwaltung gestellt und in Górawino umbenannt. Die Deutschen Bewohner wurden bis etwa 1947 vertrieben.
Heute gehört der Ort zur Gmina Bobolice (Stadt- und Landgemeinde Bublitz), in der er ein eigenes Schulzenamt bildet.